# Alsodidae
Alsodidae là một họ động vật lưỡng cư trong bộ Anura.
Trước đây, nó được coi là phân họ Alsodinae trong họ Cycloramphidae, tuy nhiên kết quả nghiên cứu của Pyron R.A. và ctv cho thấy Cycloramphidae sensu lato không đơn ngành và tốt nhất nên tách nó ra thành họ riêng.
Họ này khi được công nhận thì chứa 30 loài, với khu vực phân bố từ tây bắc Brasil tới Bolivia, qua Paraguay tới Chile và Argentina.

## Phân loại học
Họ Alsodidae gồm các chi sau:
- Alsodes Bell, 1843 - 19 loài.
- Eupsophus Fitzinger, 1843 - 10 loài.
- Limnomedusa Fitzinger, 1843 - chi đơn loài.

## Hình ảnh

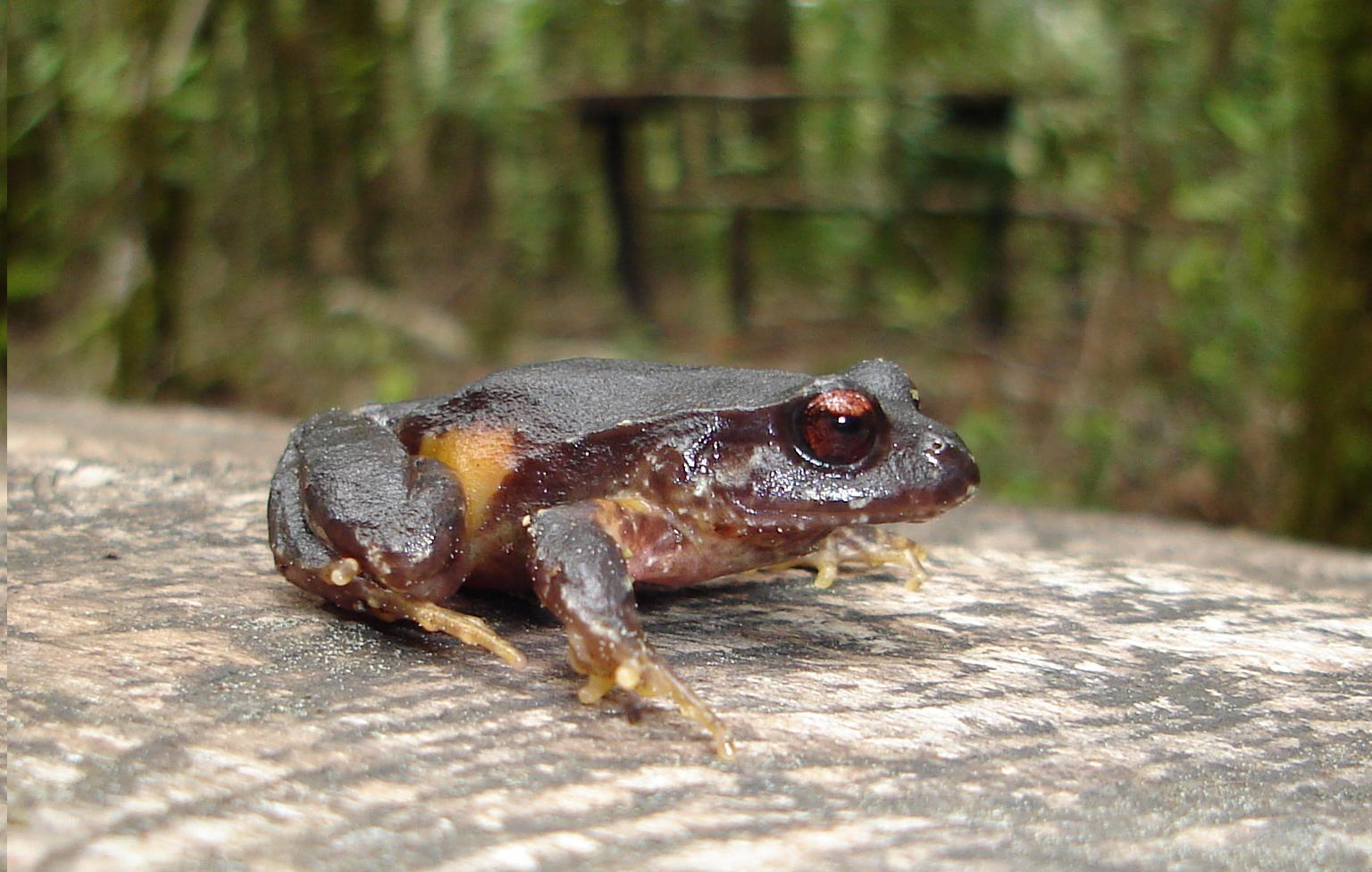